# Sam Valcke
Sam Valcke (16 december 1992) is een Belgisch voetballer die als aanvaller speelt. Hij wordt sinds januari 2025 uitgeleend aan Sporting Hasselt. 

## Clubcarrière
Sam Valcke scoorde tijdens het seizoen 2013/14 18 doelpunten voor SK Londerzeel uit 33 wedstrijden in derde klasse. In 2014 werd hij gecontracteerd door Cercle Brugge. Op de eerste speeldag van het seizoen mocht hij zijn debuut maken als invaller tegen AA Gent.

## Statistieken
| Seizoen         | Club            | Competitie             | Competitie | Competitie | Play-offs | Play-offs | Beker | Beker | Totaal | Totaal |
| Seizoen         | Club            | Competitie             | Wed.       | Dlp.       | Wed.      | Dlp.      | Wed.  | Dlp.  | Wed.   | Dlp.   |
| --------------- | --------------- | ---------------------- | ---------- | ---------- | --------- | --------- | ----- | ----- | ------ | ------ |
| 2013-2014       | Londerzeel SK   | Derde klasse           | 33         | 18         | 0         | 0         | 0     | 0     | 33     | 18     |
| 2014-2015       | Cercle Brugge   | Jupiler Pro League     | 11         | 0          | 0         | 0         | 3     | 2     | 14     | 2      |
| 2015-2016       | Cercle Brugge   | Tweede klasse          | 26         | 5          | 0         | 0         | 1     | 0     | 27     | 5      |
| 2016-2017       | Lommel United   | Tweede klasse          | 15         | 0          | 0         | 0         | 2     | 0     | 17     | 0      |
| 2017-2018       | Lommel United   | Eerste klasse amateurs | 15         | 8          | 6         | 1         | 3     | 3     | 24     | 12     |
| 2018-2019       | Lommel United   | Eerste klasse B        | 26         | 2          | 0         | 0         | 1     | 1     | 27     | 3      |
| Carrière totaal | Carrière totaal | Carrière totaal        | 111        | 33         | 6         | 1         | 10    | 6     | 127    | 40     |